# What Is Love (singel Exo)
What Is Love – singel grup EXO-K i EXO-M, wydany 30 stycznia 2012 roku przez wytwórnię SM Entertainment. Singel ukazał się w dwóch wersjach językowych: edycji koreańskiej EXO-K i mandaryńskiej EXO-M. Utwór promował minialbum MAMA. Singel sprzedał się w Korei Południowej w nakładzie ponad 45 018 egzemplarzy.

## Promocja
What Is Love został napisany przez Teddy'ego Riley, Yoo Young-jin, DOM i Richarda Garcia. Koreańska wersja została wykonana przez D.O. i Baekhyuna z podgrupy EXO-K, a mandaryńska przez Chena Lu Han z EXO-M. Teledyski piosenki ukazały się 30 stycznia 2012 na oficjalnym kanale YouTube wytwórni.
D.O. i Baekhyun jako pierwsi wykonali koreańską wersję utworu podczas przeddebiutowego showcase'u EXO 31 marca 2012 r. w Seulu, a 1 kwietnia mandaryńską wersję wykonali Chen i Lu Han podczas drugiego showcase'u w Pekinie.

## Lista utworów
| Nr | Tytuł          | Czas |
| -- | -------------- | ---- |
| 1. | "What Is Love" | 4:22 |